# Río Ucayali
El río Ucayali es uno de los principales ríos del Perú. Históricamente se ha considerado que de su confluencia con el río Marañón nace el río Amazonas. El río Ucayali discurre por la vertiente oriental de los Andes peruanos, en la parte central del país. Tiene una longitud de 1771 km, aunque considerando sus fuentes más alejadas (Tambo, Ene y  Apurímac) alcanza los 2801 km.
El río da nombre a la región Ucayali.

## Geografía

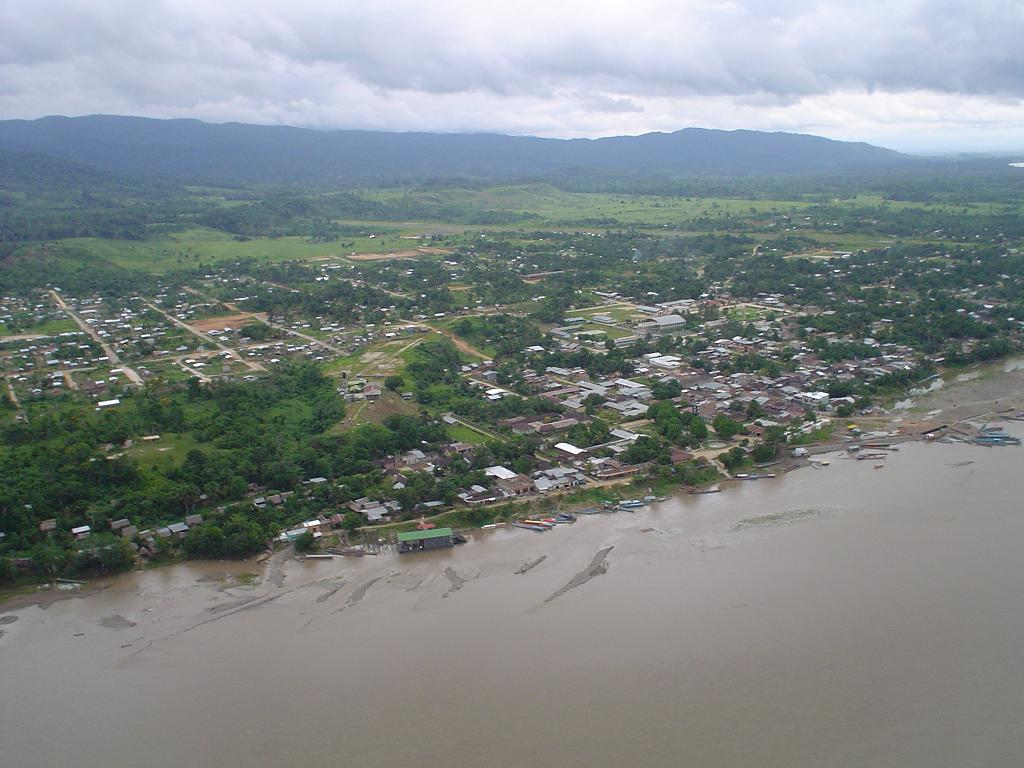
Puerto Atalaya, en el nacimiento del Ucayali (confluencia Tambo y Urubamaba).

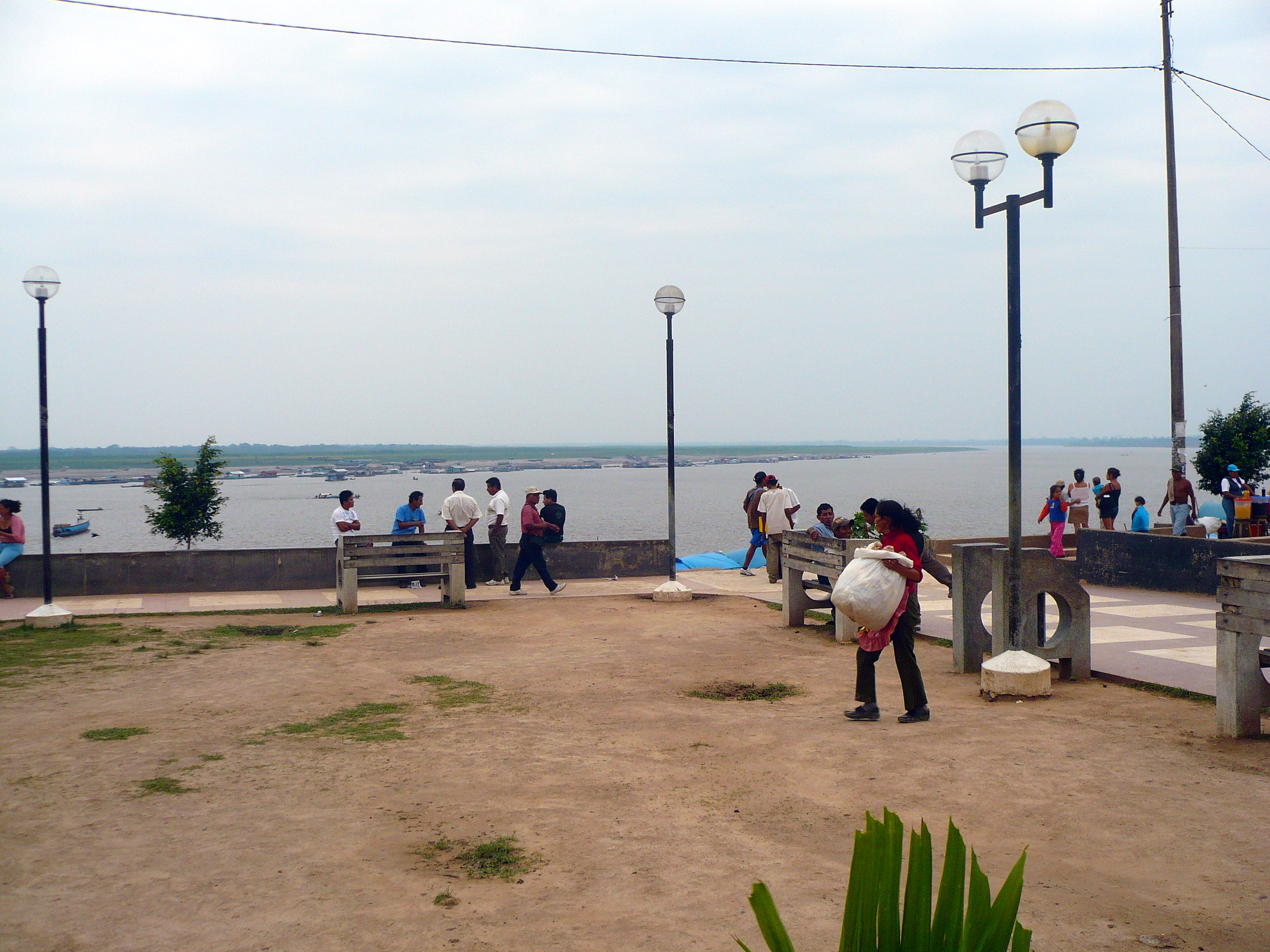
Parte de la plaza Grau, en la ciudad portuaria de Pucallpa, la ciudad más importante a orillas del Ucayali.

Barco de carga en el río Ucayali cerca de las ciudades de Requena por el sur y Nauta por el norte.

El río Ucayali nace en el departamento de Ucayali, en la confluencia del río Tambo (159 km) y el río Urubamba (862 km), en la vertiente oriental andina. Fluye en suave pendiente hacia el norte del país hasta juntarse con el río Marañón, dando ambos nominalmente origen al río Amazonas.
El Ucayali se considera actualmente la cabecera principal del río Amazonas. Tiene 1771 km de longitud, de los que el 80% son navegables por embarcaciones de hasta tres mil toneladas, pero con sus fuentes alcanza una longitud total de 2 801 kilómetros, desde la fuente del Apurímac, en el nevado Mismi, hasta la confluencia del Ucayali y el Marañón:
- río Apurímac: 690 km;
- río Ene: 180,6 km;
- río Tambo: 158,5 km;
- río Ucayali: 1771 km, desde la confluencia del Tambo hasta la confluencia con el Marañón.

Los afluentes más importantes son el río Cohenga, el río Tahuania, el río Sheshea, el río Tamaya (310 km), el río Tapiche (448 km), el río Pachitea (393 km) y el río Aguaytía (379 km). 
Sus principales puertos están en las ciudades de Puerto Atalaya, justo en su nacimiento (confluencia Tambo y Urubamaba, con más de 10 000 habitantes en 2005), Pucallpa (la capital del departamento de Ucayali y de la provincia de Coronel Portillo, que contaba con más de 150 000 hab. en 2007), Contamana (17 000 hab.) y Requena, en la desembocadura del Tapiche.
La corriente corre 5-6 km/h y siempre se puede encontrar un canal de 20 a 50 m  de ancho  con una profundidad mínima de 1,5 m. Hay cinco malos pasos, debido a la acumulación de árboles y balsas de madera. A veces caen rocas enormes de las montañas y se depositan en el cauce, provocando grandes remolinos. Su anchura varía entre los 400-1200 m, debido a la gran cantidad de islas.
En el río Ucayali se encuentra la nutria gigante y el manatí amazónico, que son más abundantes en el tramo de la Reserva Nacional Pacaya Samiria (20.800 km²). Es una amplia zona protegida desde 1982, aguas arriba de Nauta, de una zona de la Amazonía inundable (ecosistema conocido como várzea), la más extensa del Sudamérica, y que debido a ello fue designada sitio RAMSAR en 1986.

## Historia
El río Ucayali se llamó primero San Miguel y a continuación Ucayali, Ucayare, Poro, Apu-Poro, Cocama y río de Cuzco. Perú realizó muchas expediciones, costosas y hábilmente realizadas, de reconocimiento de la región del Ucayali. Una de ellas (1867) afirmó que habría logrado alcanzar un punto a unos 380 kilómetros de Lima, y el pequeño vapor Napo logró abrirse camino por las violentas corrientes hasta 124 km aguas arriba de la confluencia con el río Pachitea, hasta el río Tambo, a 1240 km de la confluencia del Ucayali con el Amazonas. El Napo logró luego remontar la rama del Urubamba 56 km aguas arriba de su unión con el Tambo, hasta un punto a unos 320 kilómetros al norte del Cuzco.
El resto del Urubamba, como fue mostrado por Bosquet en 1806 y Castelnau en 1846, estaba interrumpido por cascadas, arrecifes y un sinnúmero de otros obstáculos para la navegación. Torres, quien exploró el Alto Ucayali para el gobierno peruano, dio una longitud de 299 km, a contar desde la desembocadura del Pachitea hasta el cruce de los ríos Tambo y Urubamba.